# NGC 4911
NGC 4911 es una galaxia espiral perteneciente al Cúmulo de Coma, un cúmulo de galaxias rico situado en la constelación de Coma Berenices, a 320 millones de años luz. Es la segunda galaxia espiral más brillante de dicho cúmulo tras NGC 4921 y está situada no lejos del centro de éste.
NGC 4911 ha sido observada en detalle por el Telescopio Espacial Hubble; dichas observaciones muestran en ella sendas bandas de polvo y regiones de formación estelar, así como cúmulos globulares y anillos de estrellas a su alrededor que se interpretan cómo efecto de la atracción de sus galaxias vecinas al caer hacia el centro del cúmulo, un proceso que eventualmente puede convertirla en una galaxia anémica -al perder su gas debido a la interacción con el gas caliente que llena el medio intergaláctico de Coma- e incluso posteriormente en una galaxia lenticular o elíptica -al perder estrellas debido a interacciones gravitatorias con otras galaxias de Coma-.
Al igual que NGC 4921, NGC 4911 es deficiente en hidrógeno neutro, el cual no coincide con la posición de la galaxia visible en el óptico, y muestra distorsiones al suroeste que se han atribuido a la interacción con una galaxia vecina.